# Antonio Neumane
Antonio Neumane Marno (Còrsega, França, 13 de juny de 1818 — Quito, Equador, 3 de març de 1871) fou un compositor, pianista i director d'orquestra francès.
Va fer els estudis al Conservatori de Milà i dedicar-se a l'ensenyança a Guayaquil on havia arribat el 1841. És l'autor de l'himne de l'Equador, declarat Oficial pel Congrés de 1886, i fundador del Conservatori de Quito. Excepte aquest himne Salve Oh Patria, no s'ha conservat res de la seva obra extensiua, per què tot va ser destruït el 1896 durant el gran incendi de Guayaquil.